# Panevėžio balsas
Panevėžio balsas (dt. ‚Stimme von Panevėžys‘) ist eine Tageszeitung in Panevėžys. Der Herausgeber ist UAB Panevėžio dienraštis. An der Zeitung gibt es seit 2011 den Fußball-Club FK „Panevėžio Balsas“.

## Geschichte
1924 wurde die Wochenzeitung Panevėžio balsas gegründet. Von 1935 bis 1940 gab es Panevėžio garsas, von 1941 bis 1944  Panevėžio apygardos balsas, von 1941 bis 1990 Panevėžio tiesa (Prawda von Panevėžys). Von 1962 bis 1990 war sie Organ des Panevėžys-Rats der Lietuvos komunistų partija. Von 1990 bis 1993 wurde die Zeitung vom Stadtrat Panevėžys herausgegeben. Seit 1994 wird es von UAB „Panevėžio balsas“ verwaltet. Ab 2003 war Inhaber Generaldirektor von AB „Ekranas“ Eimutis Žvybas. Ab 2007 gehörte sie dem amerikanischen Unternehmen „ALRO media“. 2009 wurde Darius Gudelis zum Inhaber der Zeitung.
1991 hatte die Zeitung 33.500 Exemplaren. Sie wird bei „Poligrafijas Grupa Fenster, Ltd“ in Lettland gedruckt.

## Chefredakteur
- A. Kacas, 1941
- M. Taurinskas, 1944
- J. Antanavičius – 1944–1950
- A. Bajorūnas – 1950–1955
- Alfonsas Dagelis – 1956–1982
- Vladas Kalvėnas – 1982–1991
- Arnoldas Simėnas – 1991–1996
- Jonas Sabalys – 1996–1997
- Bronislovas Matelis – 1997–2000
- Vytautas Tavoras – 2000–2003
- Erikas Petkevičius – 2003–2007
- Audronė Filimanavičienė-Tamašauskaitė – 2007–2009
- Jurgita Butkaitytė: seit 2009